# إبراهيم الربيعة
إبراهيم خلف الربيعة هو عداء كويتي سابق، ولد في 6 سبتمبر 1954، تنافس في سباق التتابع 4 × 100 متر للرجال في دورة الألعاب الأولمبية الصيفية عام 1976.

## روابط خارجية
- معلومات اضافية